# Navigationsflug
Als Navigationsflug wird eine Sportart im Motorflug bezeichnet, bei der eine vorgegebene Flugroute zeitlich und räumlich möglichst exakt ohne elektronische Hilfsmittel abgeflogen werden soll. Navigationsflüge werden im Sichtflug unter Einhaltung gültiger Vorschriften von zumeist zwei Besatzungsmitgliedern (Pilot und Navigator) durchgeführt.

## Ziel
Ziel des Navigationsfluges ist es, grundlegende fliegerische Fähigkeiten der Besatzung unter Wettbewerbsbedingungen zu bewerten und dadurch die Sicherheit im Flugbetrieb zu fördern. Geflogen wird ausschließlich unter Sichtflugbedingungen unter Zuhilfenahme von Kompass, Stoppuhr und Karte. Weiteres Ziel der ausgeführten Wettbewerbe in Deutschland ist es, den Besatzungen ein angemessenes Training zu ermöglichen und somit eine Vorbereitung für internationale Wettbewerbe zu bieten.

## Disziplinen des Navigationsfluges
Seit 2006 wurde in Deutschland nur eine gleichnamige Disziplin des Navigationsfluges durchgeführt, welche die beiden internationalen Disziplinen Präzisionsflug und Rallyeflug vereinte. Mit der Einführung einer weiteren international geflogenen Disziplin Air Navigation Race wurde im März 2024 eine Gleichschaltung der Disziplinen des Navigationsfluges mit denen der Fédération Aéronautique Internationale (FAI) General Aviation Commission (GAC) beschlossen:
- Air Navigation Race
- Präzisionsflug
- Rallyeflug

## Organisation
In Deutschland werden die Bestrebungen im Navigationsflug durch die Bundeskommission Motorflug des Deutschen Aero Club (DAeC) zentral organisiert. Die koordinierende Stelle ist dabei der Fachreferent Navigationsflug. Dieser übernimmt unter anderem auch die Interessensvertretung der deutschen Luftsportler im Navigationsflug bei den Sitzungen der FAI GAC. Der DAeC stellt als Mitglied des Deutschen Olympischen Sportbundes (DOSB) auch eine Nationalmannschaft und entsendet diese zu internationalen Wettbewerben.

## Wettbewerbe
Die Wettbewerbe in Deutschland werden derzeit auf regionaler und Bundesebene ausgetragen. Während regionale Wettbewerbe meist durch Luftsportvereine veranstaltet werden, werden die Wettbewerbe auf Bundesebene zentral durch den DAeC veranstaltet. Dies umfasst Deutsche Meisterschaften sowie den Deutschlandflug, welche im jährlichen Wechsel ausgetragen werden.
An Navigationsflugwettbewerben können prinzipiell propellergetriebene Motorflugzeuge, aerodynamisch gesteuerte Ultraleichtflugzeuge sowie Reisemotorsegler teilnehmen, sofern sie eine Wettbewerbsgeschwindigkeit von mindestens 60 Knoten erreichen. Es kommen dabei überwiegend Hochdecker wie die Cessna 172, Cessna 152 sowie Cessna 150 zum Einsatz.
Je nach konkreter Disziplin des Wettbewerbs werden unterschiedliche Aufgaben gestellt und bewertet. Übliche Aufgaben umfassen dabei das sekundengenaue Überfliegen von Wendepunkten, Suchen und Identifizieren von Bildern in der Landschaft und das Absolvieren einer Präzisionslandung. Die Flüge werden dabei von einem GNSS-Logger aufgezeichnet und dienen als Grundlage der Bewertung. Jeder Wettbewerb unterliegt dabei, soweit nicht anders deklariert, der bundesweit zugelassenen Wettbewerbsordnung und kann durch lokale Regeländerungen noch auf die spezifischen Gegebenheiten angepasst werden.
Das zur Navigation verwendete Kartenmaterial hat dabei den Maßstab 1:200.000, welches eine deutlich höhere Detaildichte als die in der Luftfahrt üblichen ICAO-Karten mit einem Maßstab 1:500.000 ermöglicht. In früheren Wettbewerben wurden vorwiegend Straßenkarten wie die nicht mehr hergestellten Generalkarten verwendet. Heutige Wettbewerbskarten werden meist mittels einer speziellen Software basierend auf quelloffenen Ressourcen wie OpenStreetMap und OpenAIP generiert.

### Liste der aktiv ausgetragenen Wettbewerbe
- Allgäuflug[6]
- Deutsche Meisterschaft
- Deutschlandflug
- Flugrallye rund um Berlin[7]
- Hessensternflug[8]
- Niedersachsenrallye
- Flugrallye Mecklenburg-Vorpommern
- Rallye zwischen den Meeren[9]

### Liste nicht mehr ausgetragener Wettbewerbe
- Südwestdeutscher Rundflug[10]
- Militärischer Motorflugwettbewerb[10]

## Deutsche Meisterschaften
Ab 1964 werden im meist zweijährigen Turnus Deutsche Meisterschaften ausgetragen. Auf Grund der COVID-19-Pandemie musste im Jahr 2020 der Wettbewerb um ein Jahr verschoben werden. Nach dreijähriger Pause konnte 2021 erstmalig in Hodenhagen wieder eine Deutsche Meisterschaft unter Auflagen veranstaltet werden. 2022 fiel zu Gunsten eines Deutschlandfluges die sonst fällig gewesene Deutsche Meisterschaft aus, um den Breitensport zu fördern. Im Jahr 2023 wurde erstmalig auf dem Flugplatz Riesa-Göhlis eine offene Deutsche Meisterschaft im Air Navigation Race ausgetragen, welches eine Ergänzung zur dominierende Disziplin des Rallyefluges darstellt.
Die als Sternflug ausgelegten Wettbewerbe dürfen nur von der Bundeskommission Motorflug des DAeC ausgerichtet werden. Um einen neuen Deutschen Meister zu küren, umfasst der mehrtägige Wettbewerb mindestens zwei gewertete Flüge sowie zwei Landungen. Die Landungen werden dabei entweder mit Kameras oder mittels einer speziellen elektronischen Landeanlage ausgewertet. Teilnehmende können seit 2024 in den Klassen „newcomer“, „advanced“ und „unlimited“ antreten. Eine formelle Qualifikation zur Teilnahme, wie es beispielsweise im Streckensegelflug der Fall ist, ist dabei nicht notwendig.
| Datum          | Name                                                 | Austragungsorte | Teams | Pilot/Navigator (Verein) | Quelle        |
| -------------- | ---------------------------------------------------- | --- | ----- | --- | ------------- |
| 24.–26.09.1964 | 1. Deutsche Motorflug Meisterschaft                  | Fritzlar – Kassel – Egelsbach | 15    | 1. Franz Strobel/Otto Haas (SFC Augsburg) 2. Rudi Weiss/Franz Josef Collin (LSC Bad Homburg) 3. Schmitt/Schmitz (FC Trier) | [ 15 ]        |
| 23.–25.09.1965 | 2. Deutsche Motorflug Meisterschaft                  | Bad Reichenhall – Jesenwang – Coburg | 26    | 1. Günther Roland/Günther Harms (FC Hannover) 2. Edmund Schmitt/Josef Schmid (FC Trier) 3. Josef Kieble/Franz Sproll (FG Leutkirch) | [ 15 ]        |
| 21.–24.09.1966 | 3. Deutsche Motorflug Meisterschaft                  | Hildesheim – Peine – Braunschweig – Salzgitter – Nordheim – Bad Gandersheim – Wunstorf – Hodenhagen – Lüchow – Verden – Wilhelmshaven – Emden – Borkum – Juist – Norderney – Langeoog – Varrelbusch – Osnabrück-Atterheide – Nordhorn | 30    | 1. Franz Strobel/Otto Haas (SFC Augsburg) 2. Rudi Mangelsdorf/Dr. Freiwald 3. Sturmi Westerbarkey/Roland Husemann (FV Gütersloh) | [ 15 ]        |
| 10.–12.10.1968 | 4. Deutsche Motorflug Meisterschaft                  | Augsburg | 29    | 1. Josef Barnsteiner/Josef Hofmeister (LSG Kempen) 2. Roland Husemann/Sturmi Westerbarkey (FV Gütersloh) 3. Josef Wagner/Hermann Graf (SFC Augsburg) | [ 15 ]        |
| 03.–05.09.1970 | 5. Deutsche Motorflug Meisterschaft                  | Kempten-Durach | 38    | 1. Josef Wagner/Hermann Graf (SFC Augsburg) 2. Roland Husemann/Sturmi Westerbarkey (FV Gütersloh) 3. Manfred Räderer/Richard Ogger (LSG Kempten) | [ 15 ]        |
| 21.–23.09.1972 | 6. Deutsche Motorflug Meisterschaft                  | Aschaffenburg | 49    | 1. Josef Barnsteiner/Josef Hofmeister (LSG Kempen) 2. Josef Wagner/Hermann Graf (SFC Augsburg) 3. Roland Husemann/Sturmi Westerbarkey (FV Gütersloh) | [ 15 ]        |
| 04.–08.09.1974 | 7. Deutsche Motorflug Meisterschaft                  | Flensburg | k. A. | 1. Josef Barnsteiner/Josef Hofmeister (LSG Kempen) 2. Roland Husemann/Gerhard Dimpf (FV Gütersloh) 3. Hubert Eilbacher/Klaus Bornschein (FSC Mainbullau) | [ 15 ]        |
| 09.–11.09.1976 | 8. Deutsche Motorflug Meisterschaft                  | Speyer | 52    | 1. Leo Schüttler/Gottfried Neumannn (LSV Worms) 2. Josef Wagner/Hermann Graf (SFC Augsburg) 3. Werner Kusch/Wolfgang Porada | [ 15 ]        |
| 14.–16.09.1978 | 9. Deutsche Motorflug Meisterschaft                  | Aalen-Elchingen | k. A. | 1. Roland Husemann/Sturmi Westerbarkey (FV Gütersloh) 2. Otto Höfling / Mike Amtmann (FSC Aschaffenburg) 3. Conzelmann/Klink | [ 15 ]        |
| 06.–09.09.1979 | 10. Deutsche Motorflug Meisterschaft                 | Kassel-Calden | 33    | 1. Karl Bauer/Dieter Eymann (FSV Bad Dürkheim) 2. Otto Höfling / Mike Amtmann (FSC Aschaffenburg) 3. Roland Husemann/Sturmi Westerbarkey (FV Gütersloh) | [ 15 ]        |
| 03.–06.09.1981 | 11. Deutsche Motorflug Meisterschaft                 | Brilon/Hochsauerland | 42    | 1. Otto Höfling / Mike Amtmann (FSC Aschaffenburg) 2. Karl Häßlein / Hans-Peter Häßlein (Ansbach) 3. Roland Husemann/Sturmi Westerbarkey (FV Gütersloh) | [ 15 ]        |
| 01.–03.09.1983 | 12. Deutsche Motorflug Meisterschaft                 | Mengen | 42    | 1. Otto Höfling / Mike Amtmann (FSC Aschaffenburg) 2. Helmut Bäder/Gerhard Spreng (FMS Kirchheim/Teck) 3. Reinhard Ruck/Manfred Meyer (LV Oldenburg) | [ 15 ]        |
| 26.–28.09.1985 | 13. Deutsche Motorflug Meisterschaft                 | Osnabrück-Atterheide | 44    | 1. Reinhard Ruck/Manfred Meyer (LV Oldenburg) 2. Roland Husemann/Sturmi Westerbarkey (FV Gütersloh) 3. Otto Höfling / Mike Amtmann (FSC Aschaffenburg) | [ 15 ]        |
| 23.–25.06.1988 | 14. Deutsche Motorflug Meisterschaft                 | Aschaffenburg | 48    | 1. Christiane Maurer/Axel Maurer (FSC Aschaffenburg) 2. Roland Husemann/Sturmi Westerbarkey (FV Gütersloh) 3. Helmut Bäder/Gerhard Spreng (FMS Kirchheim/Teck) | [ 15 ]        |
| 15.–19.08.1990 | 15. Deutsche Motorflug Meisterschaft                 | Worms | 41    | 1. Helmut Bäder/Gerhard Spreng (FMS Kirchheim/Teck) 2. Christiane Maurer/Axel Maurer (FSC Aschaffenburg) 3. Heinrich Linkogel/Michael Linkogel (FSG Husum) | [ 15 ]        |
| 03.–05.09.1992 | 16. Deutsche Motorflug Meisterschaft                 | St. Michaelisdonn | 36    | 1. Helmut Bäder/Gerhard Spreng (FMS Kirchheim/Teck) 2. Roland Husemann/Sturmi Westerbarkey (FV Gütersloh) 3. Hans-Joachim Ahlemann/Dr. Klaus Lucke (LV Schleswig-Holstein) | [ 15 ]        |
| 12.–14.05.1994 | 17. Deutsche Motorflug Meisterschaft                 | Faßberg | 41    | 1. Roland Husemann/Florian Kappler (LV Bremen) 2. Helmut Bäder/Gerhard Spreng (FMS Kirchheim/Teck) 3. Christiane Naurer/Axel Maurer (FSC Aschaffenburg) | [ 15 ]        |
| 15.–18.05.1996 | 18. Deutsche Motorflug Meisterschaft                 | Neustadt-Glewe | 35    | 1. Andreas Marko/Rudolf Rieger (LV Brandenburg) 2. Horst Hutschenreiter/Burkhard Ryska (RFSV Nördlingen) 3. Heinrich Linkogel/Michael Linkogel (FSG Husum) | [ 15 ]        |
| 01.–05.07.1998 | 19. Deutsche Motorflug Meisterschaft                 | Schwarzheide | 52    | 1. Andreas Marko/Rudolf Rieger (LV Sachsen) 2. Horst Hutschenreither/Burkhard Ryska (RFSV Nördlingen) 3. Roland Pietsch/Henri Franzkowiak (LV Sachsen) | [ 15 ]        |
| 21.–24.06.2000 | 20. Deutsche Motorflug Meisterschaft                 | Breitscheid | 41    | 1. Andreas Marko/Rudolf Rieger (LV Sachsen) 2. Helmut Bäder/Gerhard Spreng (FMS Kirchheim/Teck) 3. Horst Hutschenreither/Burkhard Ryska (RFSV Nördlingen) | [ 15 ]        |
| 15.–17.08.2002 | 21. Deutsche Motorflug Meisterschaft                 | Fürstenfeldbruck | 41    | 1. Horst Hutschenreiter/Burkhard Ryska (RFSV Nördlingen) 2. Helmut Bäder/Gerhard Spreng (FMS Kirchheim/Teck) 3. Andreas Marko/Rudolf Rieger (Aeroclub Hoyerswerda) | [ 15 ]        |
| 09.–13.06.2004 | 22. Deutsche Motorflug Meisterschaft                 | Niederstetten | 24    | 1. Helmut Bäder/Gerhard Spreng (FMS Kirchheim/Teck) 2. Arnold Grubek/Dörthe Grubek (HFC Frankfurt) 3. Michael Bois/Franz Schünke (Fürstenfeldbruck) | [ 15 ]        |
| 06.–09.09.2006 | 23. Deutsche Motorflug Meisterschaft                 | Heide-Büsum | 19    | 1. Helmut Bäder/Gerhard Spreng (FMS Kirchheim/Teck) 2. Andreas Marko/Rudolf Rieger (LV Sachsen) 3. Michael Bois/Franz Schünke (Fürstenfeldbruck) | [ 15 ]        |
| 18.–21.06.2008 | 24. Deutsche Motorflug Meisterschaft                 | Rudolstadt | 13    | 1. Helmut Bäder/Gerhard Spreng (FMS Kirchheim/Teck) 2. Marcus Ciesielski/Astrid Ciesielski (LSG Breitscheid) 3. Thomas Kirchner/Alexandra Kirchner (LSV Neuhausen) | [ 15 ]        |
| 08.–11.09.2010 | 25. Deutsche Motorflug Meisterschaft                 | Allendorf/Eder | 8     | 1. Helmut Bäder/Gerhard Spreng (FMS Kirchheim/Teck) 2. Marcus Ciesielski/Astrid Ciesielski (LSG Breitscheid) 3. Thomas Kirchner/Alexandra Kirchner (LSV Neuhausen) | [ 15 ] [ 16 ] |
| 22.–26.08.2012 | 26. Deutsche Meisterschaft im Navigationsflug        | Müncheberg/Eggersdorf | 13    | 1. Marcus Ciesielski/Astrid Ciesielski (LSG Breitscheid) 2. Helmut Bäder/Gerhard Spreng (FMS Kirchheim/Teck) 3. Axel Maurer/Christiane Maurer (FSC Aschaffenburg) | [ 15 ] [ 17 ] |
| 08.–12.08.2014 | 27. Deutsche Meisterschaft im Navigationsflug        | Neubrandenburg-Trollenhagen | 12    | 1. Marcus Ciesielski/Astrid Ciesielski (LSG Breitscheid) 2. Helmut Bäder/Gerhard Spreng (FMS Kirchheim/Teck) 3. Robert Deppe/Carla Moses (LSG Breitscheid) | [ 15 ] [ 18 ] |
| 25.–28.05.2016 | 28. Deutsche Meisterschaft im Navigationsflug        | Husum | 19    | 1. Marcus Ciesielski/Astrid Ciesielski (LSG Breitscheid) 2. Arnold Grubek/Dörthe Grubek (HFC Frankfurt) 3. Thomas Kirchner/Alexandra Kirchner (Präzisionsflugverein) | [ 15 ] [ 19 ] |
| 09.–12.05.2018 | 29. Deutsche Meisterschaft im Navigationsflug        | Leutkirch | 18    | 1. Marcus Ciesielski/Astrid Ciesielski (LSG Breitscheid) 2. Arnold Grubek/Dörthe Grubek (HFC Frankfurt) 3. Helmut Bäder/Gerhard Spreng (FMS Kirchheim/Teck) | [ 19 ]        |
| 15.–18.09.2021 | 30. Deutsche Meisterschaft im Navigationsflug        | Hodenhagen | 7     | 1. Marcus Ciesielski/Astrid Ciesielski (LSG Breitscheid) 2. Thomas Kirchner/Alexandra Kirchner (Präzisionsflugverein) 3. Robert Deppe/Carla Moses (LSG Breitscheid) | [ 19 ]        |
| 26.08.2023     | 1. Offene Deutsche Air Navigation Race Meisterschaft | Riesa-Göhlis | 8     | 1. Thomas Kirchner/Oliver Meindl 2. Arnold Grubek/Torben Grubek 3. Ralf Grunwald/Nick Grunwald | [ 19 ]        |
| 12.–15.06.2024 | 31. Offene Deutsche Meisterschaft im Navigationsflug | Breitscheid | 25    | Unlimited: 1. Gerhard Spreng/Helmut Bäder 2. Thomas Kircher/Alexandra Kirchner 3. Marcus Ciesielski/Astrid Ciesielski Klassen Advanced und Newcomer konnten nicht gewertet werden. | [ 20 ] [ 19 ] |
| 12.–15.06.2024 | 2. Offene Deutsche Air Navigation Race Meisterschaft | Breitscheid | 16    | Unlimited: 1. Marcus Ciesielski/Astrid Ciesielski 2. Oliver Meindl/Thomas Kirchner 3. Theo Kibler/Eugen Scheuerle Advanced: 1. Semisch Uwe/Semisch Felix 2. Axel Dwyer/Kilian Dwyer 3. Jannis Gernhold/Jonas Heims Newcomer: 1. Jan-Michael Ziert/Marco Frenzel 2. Markus Fichtner/Laura Sophie Bertsch 3. Gega Zautashvili/Liam Stöver | [ 19 ]        |